# Loxosceles martha
Loxosceles martha là một loài nhện trong họ Sicariidae.
Loài này thuộc chi Loxosceles. Loxosceles martha được miêu tả năm 1983 bởi Gertsch & Ennik.